# After Life
After Life är en brittisk komediserie skapad av Ricky Gervais som hade premiär 8 mars 2019 på Netflix. Säsong 2 hade premiär 24 april 2020 och säsong 3 hade premiär den 14 januari 2022.

## Handling
After Life handlar om Tony (Ricky Gervais) vars fru nyss har dött av cancer. Han försökte ta livet av sig men när han såg att hans hund var hungrig bestämde han sig för att inte göra det. Han bestämde sig istället för att han nu kunde göra vad han ville och vara otrevlig mot vem han ville, om det blev några konsekvenser av detta kunde han bara ta livet av sig, han såg det som en superkraft.

## Roller
- Ricky Gervais som Tony
- Tom Basden som Matt
- Tony Way som Lenny
- Diane Morgan som Kath
- Mandeep Dhillon som Sandy
- Ashley Jensen as Emma
- David Bradley som Tonys pappa
- Kerry Godliman som Lisa
- Paul Kaye som psykolog
- Tim Plester som Julian
- Joe Wilkinson som brevbärare Pat
- Tommy Finnegan som George
- Thomas Bastable som Robbie
- Penelope Wilton som Anne
- David Earl som Brian
- Jo Hartley som June
- Roisin Conaty som Daphne